# Megyery István
Vas-megyeri Megyery István (Vasmegyer, 1859. augusztus 13. – Budapest, Terézváros, 1931. augusztus 17.) ügyész, jogi író, koronaügyész-helyettes.

## Családja
Szülei vasmegyeri Megyery Pál és Porkoláb Rózsa, felesége Pallay Ilona volt. Leányai Megyery Sári színésznő, író, költő, újságíró és Megyery Ella újságíró, író, szerkesztő.

## Életrajza

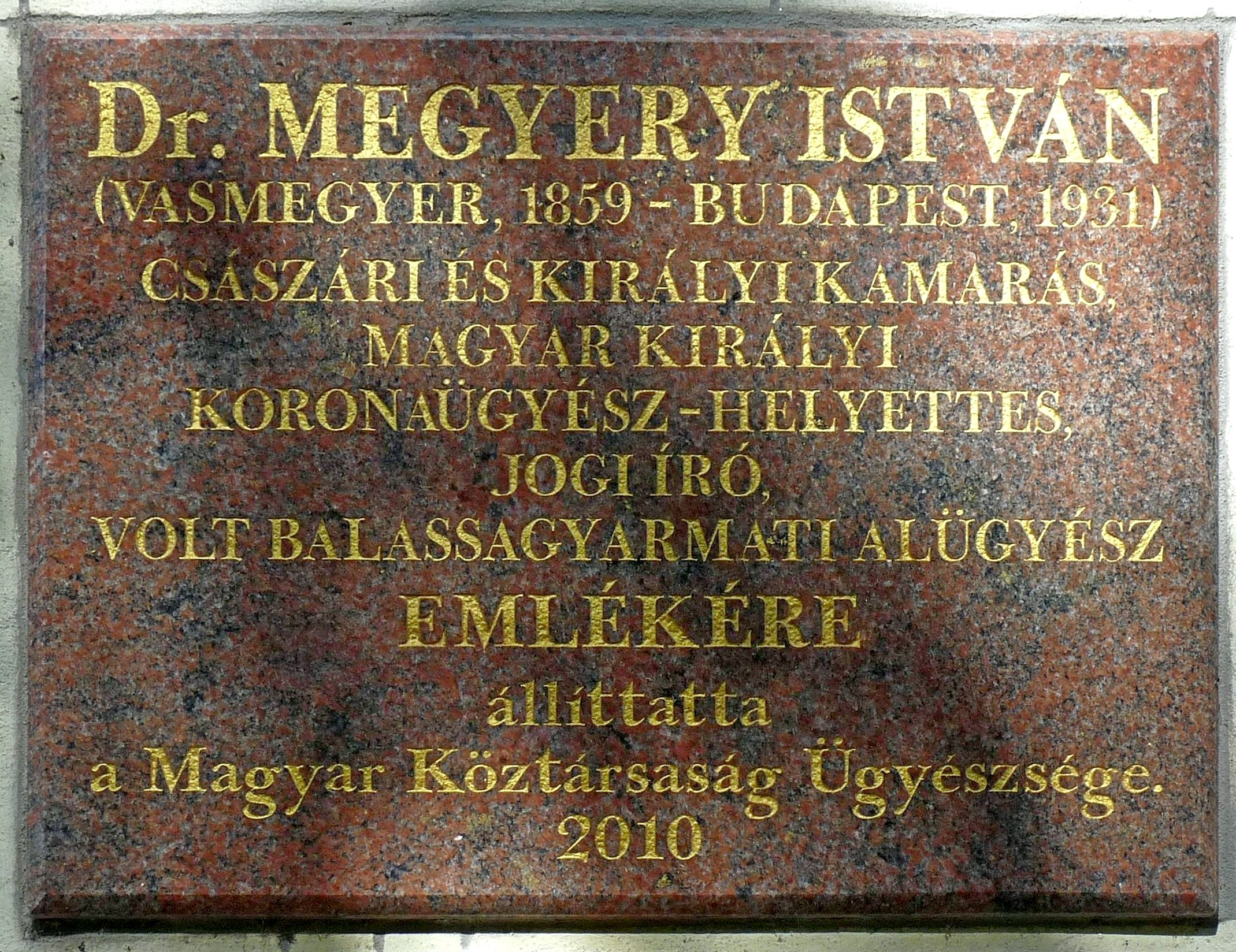
Emléktáblája Balassagyarmaton

A gimnázium alsó négy osztályát Nyíregyházán, a felsőbbeket Debrecenben végezte; a jogot ugyanott és Budapesten hallgatta. 1885-ben jogi doktori, 1886-ban bírói vizsgát tett. 1881 júniusában lépett közszolgálatba mint királyi főügyészségi joggyakornok Kozma Sándor királyi főügyész mellé. 1885-ben királyi törvényszéki aljegyző lett Nyíregyházán, 1887-ben királyi alügyész Balassagyarmaton, ahol 1895-ben királyi ügyész lett. Innen 1898-ban az igazságügyminisztériumba rendelték be, ahol a törvényelőkészítő osztályon dolgozott, a bűnvádi perrendtartás életbeléptetési munkálataiban tevékeny részt vett és az ügyészi utasítás nagy részét írta. 1908-ig szolgált itt mint beosztott ügyész. 1909-től a büntetőjogi osztály vezetője volt, majd 1912 és 1929 között koronaügyész-helyettesként működött. Külföldi utazást tett 1875-ben Franciaországban, 1878-ban Angliában, 1891-ben pedig Szerbiában. Fontos szerepe volt a magyar börtönügy jogi szabályozásában és átalakításában.
Cikkeket írt 1876-tól a Szabolcsmegyei Közlöny, Debreczen, Debreczeni Ellenőr, Nyirvidék és Délibáb c. lapokba; 1889-től 1894-ig a Nógrádi Lapoknak volt rendes munkatársa.

## Főbb művei
- Lord Byron. Életrajz-tanulmány. Budapest, 1889. Byron arcképével. (Ism. Pesti Napló 1893. 105. sz.)
- Versek és tárczaczikkek (1878-1891). Balassa-Gyarmat, 1893
- A magyar kir. ügyészségek. Balassa-Gyarmat, 1893
- Versaillesi kertek. Budapest, 1894, szövegrajzokkal
- A magyar börtönügy és az országos letartóztatási intézetek. Budapest, 1905
- Les institutions pénitentiaires en Hongrie. Budapest, 1905